# Psychotria fractinervata
Psychotria fractinervata är en måreväxtart som beskrevs av Ernest Marie Antoine Petit. Psychotria fractinervata ingår i släktet Psychotria och familjen måreväxter. Inga underarter finns listade i Catalogue of Life.